# USS Thornton (DD-270)
Za druga plovila z istim imenom glejte USS Thornton.
USS Thornton (DD-270) je bil rušilec razreda Clemson v sestavi Vojne mornarice Združenih držav Amerike.
Rušilec je bil poimenovan po pomorskem častniku Jamesu Shepardu Thorntonu.

## Zgodovina
5. aprila 1945 je rušilec trčil s USS Ashtabula (AO-51) in USS Escalante (AO-71), pri čemer se je odprl njen desni bok. 14. aprila je bila odvlečena v Kerama Retto. 29. aprila se je sestala komisija, ki je predlagala, da je rušilec izvzet iz uporabe ter kanabaliziran za nadomestne dele; slednje se je zgodilo 2. maja 1945. Julija 1957 so zapustili njen trup in ga podarili vladi otočju Rjukju.
Za zasluge med drugo svetovno vojno je USS Greene prejela tri bojne zvezde.